# Zoe Porfirogenita
Zoe Porfirogenita (in greco Ζωή?, Zōē; Costantinopoli, 978 circa – Costantinopoli, giugno 1050) è stata un'imperatrice bizantina.
Figlia del basileus Costantino VIII, fu basilissa dei Romei (Imperatrice d'Oriente) dal 15 novembre 1028 fino alla morte e, tra il 19 aprile e l'11 giugno 1042, lo fu a pieno titolo.
Fu una delle quattro donne che regnarono su Bisanzio, unitamente a sua sorella Teodora, Irene ed Eudocia.

## Biografia

### Infanzia: 978 – 1028
Zoe fu una delle poche imperatrici bizantine a ricevere l'epiteto di Porphyrogenita, cioè  "nata dalla porpora" (vale a dire, nata per essere un'imperatrice regnante). Era la seconda figlia di Costantino VIII e Elena, figlia di Alipio. Il padre era diventato co-imperatore nel 962 e unico imperatore nel 1025, dopo la morte del fratello, Basilio II Bulgaroctono, che non aveva eredi.
Zoe nacque nel 978, visse con le sorelle sempre a Palazzo finché fu promessa dallo zio Basilio II in sposa ad Ottone III. Nel gennaio del 1002 partì da Costantinopoli facendo rotta per Bari dove sarebbe divenuta Imperatrice del Sacro Romano Impero, riunificando dopo secoli le due parti dell'Impero; al suo arrivo però seppe che Ottone era morto a Civita Castellana di febbre malarica e fu costretta a far ritorno a Costantinopoli, dove visse altri vent'anni chiusa nel Palazzo imperiale.
Il regno di suo padre Costantino VIII durò meno di tre anni, dal 15 dicembre 1025 al 15 novembre 1028.
Nel 1028, prevedendo la sua prossima morte, Costantino VIII, privo di eredi maschi, per continuare la dinastia decise di far sposare Zoe con il personaggio più importante della città, l'eparca di Costantinopoli Romano Argiro (già sposato, ma costretto a divorziare).
Zoe salì al trono il 15 novembre del 1028 come imperatrice, al fianco di Romano III, anche se la vera erede rimaneva sempre e solo lei.

### Imperatrice co-regnante con Romano III Argiro (1028-1034), con Michele IV (1034–1041) e col nipote Michele V (1041-1042)

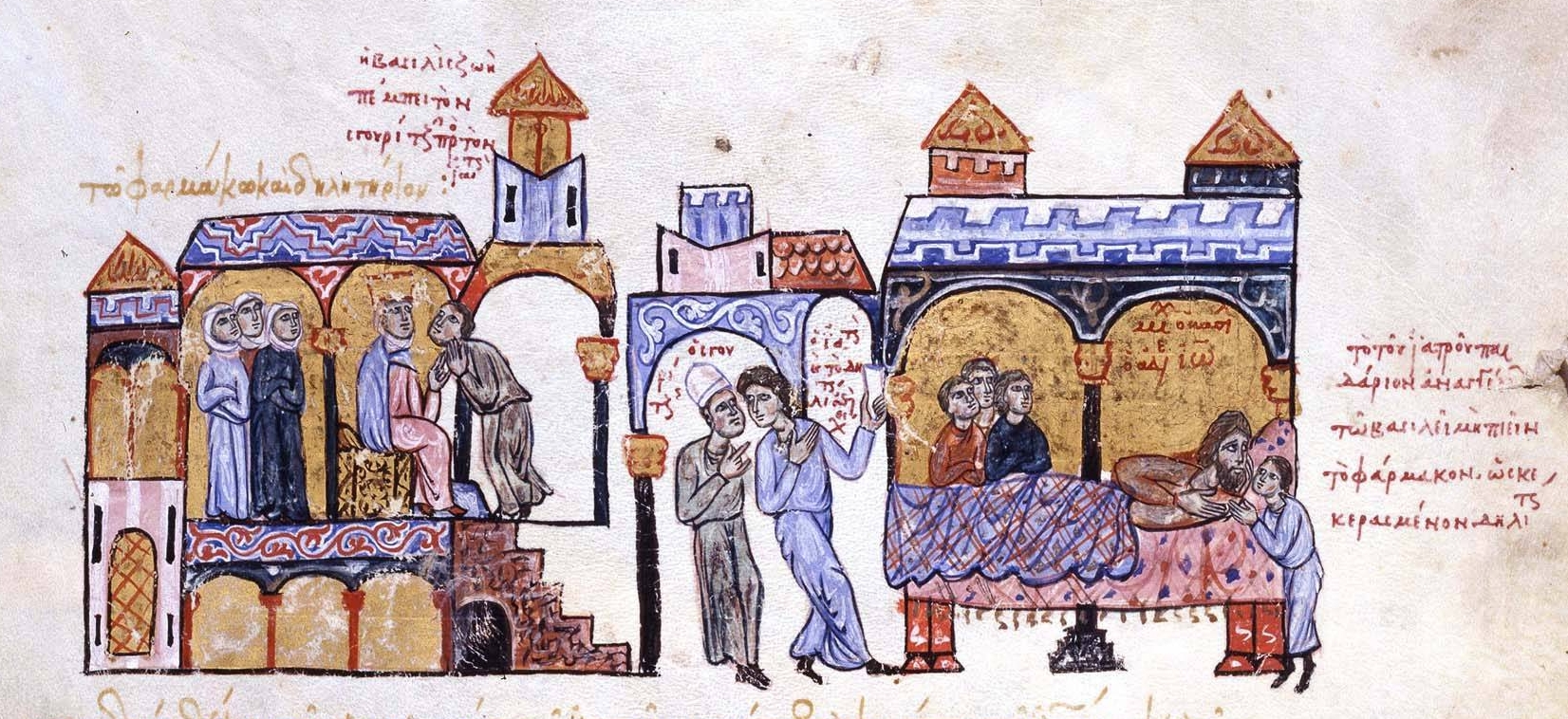
L'imperatrice Zoe pianifica l'avvelenamento del marito Romano III

Sin dall'inizio non ebbe però buoni rapporti con Romano III: egli voleva un erede, ma la sovrana aveva compiuto cinquant'anni, così Romano iniziò ad evitarla e non le permise più di toccare il tesoro reale; questo contribuì a provocare il risentimento di Zoe che, con l'aiuto dell'eunuco Giovanni l'Orfanotrofo, avvelenò Romano III, ma questi non morì, quindi Zoe lo fece assassinare dal suo amante Michele, il fratello giovane ed affascinante di Giovanni di cui Zoe si era invaghita. Romano fu ucciso l'11 aprile del 1034 mentre faceva un bagno nelle piscine del Gran Palazzo. La stessa notte dell'assassinio Zoe sposò Michele, divenuto così Michele IV. Michele fu un buon imperatore con l'aiuto del fratello eunuco, mentre la porfirogenita era sempre più isolata, ormai rinchiusa nel gineceo del Palazzo e sorvegliata a vista, per il timore che potesse nuovamente tramare contro il sovrano. Michele IV però era affetto da epilessia e l'eunuco Giovanni temeva che la sua famiglia perdesse il trono, così fece in modo che Zoe, su richiesta dell'amato Michele IV, adottasse suo nipote, anch'egli di nome Michele (il futuro Michele V), detto il Calafato.
Michele V Calafato però, nonostante Zoe gli avesse fatto ottenere la Porpora alla morte di Michele IV il dicembre 1041, dopo un paio di mesi allontanò dal Gran Palazzo sia Zoe che lo zio eunuco, affermando che stavano tramando contro la sua vita. Zoe fu così inviata in un monastero nell'isola di Prinkipo, nel mar di Marmara (Pasqua 1042), ma riuscì a tornare sul trono il giorno dopo, a seguito di una sommossa popolare, provocata dalla notizia del suo allontanamento dalla corte imperiale (19 aprile 1042). Il popolo l'aveva sempre amata, ultima discendente di una casata, quella Macedone, che aveva fatto grandi cose per l'Impero. Michele V, spodestato, venne dapprima accecato e poi ucciso.

### Governo con la sorella Teodora e il matrimonio con Costantino IX

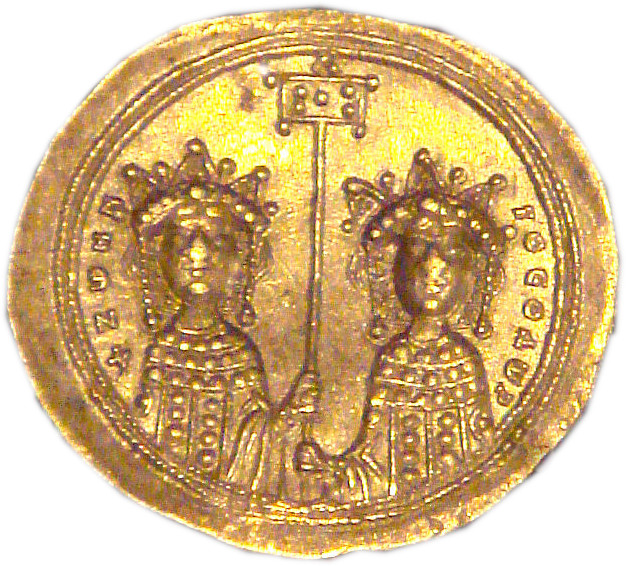
Histamenon d'oro con le effigi di Zoe e Teodora (1042)

Zoe subito dopo aver assunto il potere, cercò di costringere la sorella Teodora a tornare al suo monastero. Tuttavia il Senato di Costantinopoli e il popolo chiesero che le due sorelle regnassero congiuntamente. Come primo atto, Teodora fu chiamata a fare quello che la sorella non avrebbe mai osato ordinare: risolvere la questione con Michele V. Zoe, debole e facilmente manipolabile, voleva perdonare il nipote Michele per aver tentato di usurparle il trono, ma Teodora era decisa e irremovibile. Inizialmente fu fatto arrestare e poi Teodora ordinò che venisse accecato e che trascorresse il resto della sua vita come un monaco. Eliminato Michele V, Teodora si rifiutò di lasciare Santa Sofia finché non avesse ricevuto il consenso da Zoe; in poco meno di 24 ore Teodora fu incoronata basilissa dei romei (imperatrice dei romani).
Teodora divenne così imperatrice co-regnante e il suo trono fu collocato a ridosso di Zoe in tutte le occasioni pubbliche; lei fu la vera forza trainante dietro la gestione congiunta. Zoe governò quindi brevemente con la sorella Teodora, nonostante il profondo odio reciproco. Le due basilisse promulgarono insieme leggi contro la compravendita di cariche, apportarono migliorie all'amministrazione civile e militare e insediarono alcuni uomini di valore in posti importanti; durante il loro regno venne istituito un tribunale con il compito di indagare sugli abusi del loro predecessore (interrogato il gran domestico Costantino, furono rinvenute 3500 libbre sottratte al tesoro imperiale). Secondo Michele Psello il regno congiunto è stato un fallimento completo, mentre per lo storico Giovanni Scylitzes il governo delle due imperatrici fu molto coscienzioso nella rettifica degli abusi rispetto a tutti i sovrani precedenti. 

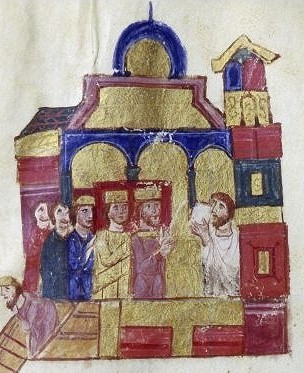
Miniatura che raffigura la celebrazione delle nozze fra Zoe e Costantino IX in Santa Sofia.

Benché Teodora e Zoe apparissero insieme in occasione delle riunioni del Senato, o quando davano udienze pubbliche al popolo, fu subito chiaro che il loro regno congiunto era tenuto unito da uno sforzo considerevole di entrambe. Zoe era gelosa di Teodora e non aveva alcun desiderio di amministrare l'impero, preferiva dedicarsi ai suoi numerosi passatempi, ma non avrebbe permesso a Teodora, che invece aspirava al trono, di regnare da sola. La corte cominciò presto a dividersi in fazioni in appoggio a l'una o all'altra monarca. Dopo due mesi di crescente tensione, vista l'incompatibilità di carattere delle due Porfirogenite sulla gestione del potere, si decise per un terzo matrimonio di Zoe.
Zoe, dato che era di fatto la vera ereditiera, decise di cercare un nuovo marito, il suo terzo; l'ultimo fu permesso secondo le norme della Chiesa ortodossa solamente per impedire a Teodora la possibilità di aumentare la sua già grande influenza, grazie alle sue ben evidenti doti di governo.
Inizialmente Zoe considerò Costantino Dalasseno, che era stato ancora a suo tempo la prima scelta di suo padre. Tuttavia questi mostrò disprezzo per l'imperatrice, che quindi lo escluse. La sua opzione successiva fu sposare Costantino Atroklines, un funzionario del tribunale, con il quale si diceva che avesse avuto una relazione durante il regno con Romano III. Egli però morì pochi giorni prima del matrimonio, in circostanze misteriose, forse avvelenato dalla stessa imperatrice.
Zoe poi si ricordò del bel Costantino Monomachos, un altro ex amante, ormai sessantenne. I due si sposarono l'11 giugno 1042, senza la partecipazione del Patriarca Alessio I, che si rifiutò di officiare un terzo matrimonio (per entrambi i coniugi). 
Il giorno dopo Costantino fu ufficialmente proclamato imperatore insieme alla moglie Zoe e sua sorella Teodora.

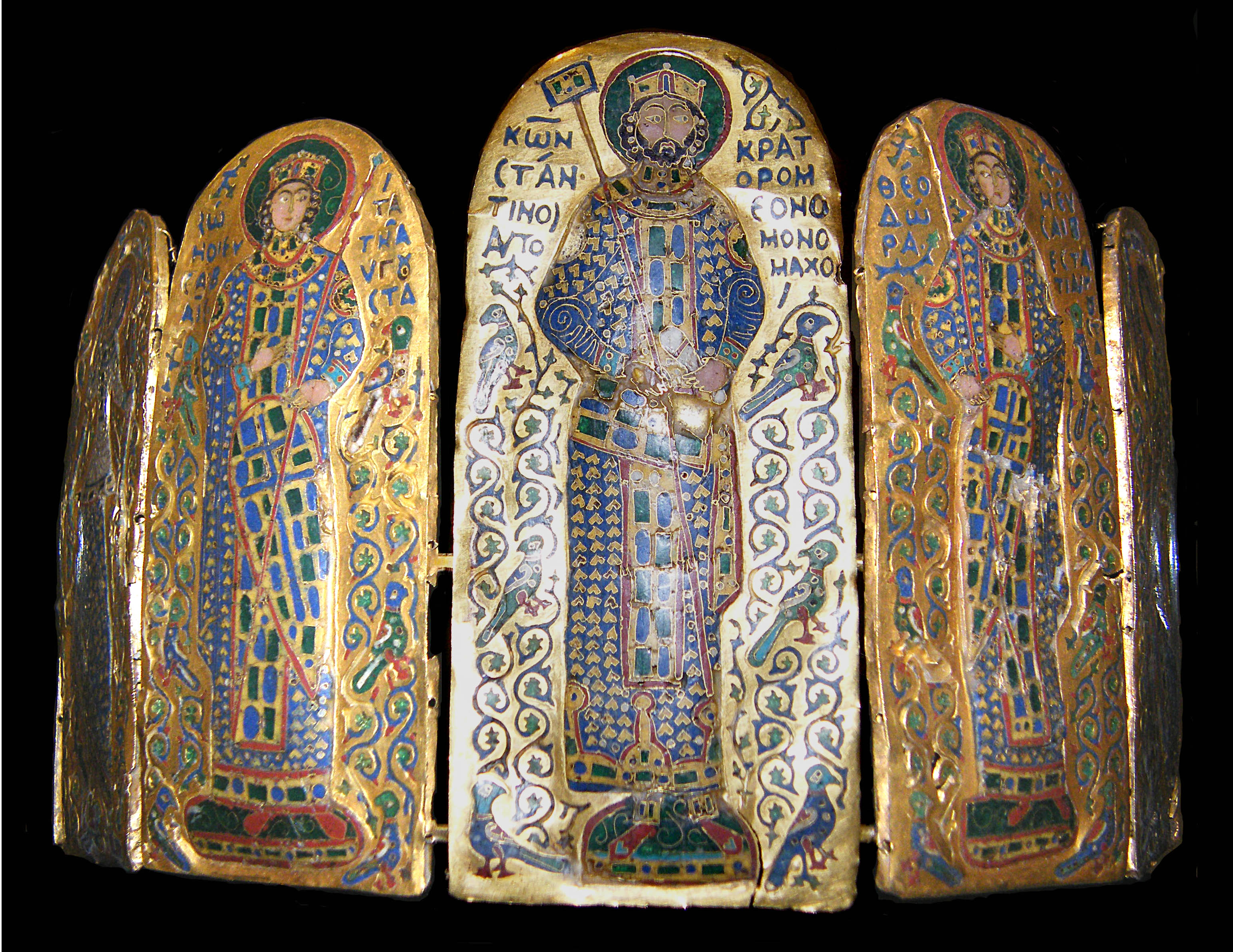
La Corona di Costantino IX Monomaco con ai lati le due imperatrici co-regnanti Zoe e Teodora, conservata a Budapest.

 Il matrimonio era solo una questione politica e Zoe sopportò il fatto che le varie amanti del marito Costantino (tra le quali la favorita, Maria Scleraina) partecipassero con loro a feste e banchetti.
Agli occhi del popolo invece, il trattamento preferenziale di Costantino IX per la sua amante Scleraina era uno scandalo; inoltre il popolo era fortemente affezionato alle due imperatrici. In breve cominciò a diffondersi la voce che Maria stava progettando di uccidere Zoe e Teodora, per diventare basilissa al loro posto. Ciò portò ad una sollevazione popolare da parte dei cittadini di Costantinopoli nel 1044, che arrivò pericolosamente vicino al linciaggio dell'imperatore Costantino, che stava partecipando ad una processione religiosa per le vie di Costantinopoli. Il popolo voleva infatti che Costantino IX lasciasse nuovamente il trono in mano alle sole imperatrici.
La folla si placò solo per la comparsa da un balcone del Gran Palazzo di Zoe e Teodora, che rassicurarono il popolo di non essere in pericolo di assassinio.
Zoe morì nel 1050 e fu tumulata nel monastero della Theotokos Peripletos, presso la Chiesa dei Santi Apostoli di Costantinopoli.
Il marito Costantino IX continuò a governare l'impero insieme a Teodora; quando nel 1055 anche il vecchio imperatore morì, Teodora divenne l'unica sovrana di Bisanzio e poté così regnare fino alla sua morte, che concluse la Dinastia dei Macedoni.

## Vita privata di Zoe
Zoe aveva cinquant'anni quando si sposò, ma nonostante la sua età, arrivò a maritarsi ben altre due volte. Ironia della sorte, il più capace dei suoi mariti era quello che meno si apprestava ad essere imperatore, ovvero Michele IV.
Si dice che fosse straordinariamente bella e, Michele Psello nella sua Chronographia (Χρονογραφία) racconta che "ogni parte di lei era solida e in buone condizioni." Zoe era consapevole del suo fascino e cercò di preservarlo dalla vecchiaia il più a lungo possibile con tecniche innovative e inusuali. Con la tipica ingegnosità della corte bizantina, l'imperatrice aveva trasformato molte stanze del suo palazzo in laboratori per la preparazione di unguenti segreti e, grazie a questi, fu in grado di mantenere il suo viso senza nemmeno una ruga fin oltre i sessant'anni.

## Ascendenza
|                   |   |                  | Genitori          |  |  | Nonni |  |  | Bisnonni                     |  |  | Trisnonni          |  |
|                   |   |                  |                   |  |  |       |  |  | Costantino VII Porfirogenito |  |  | Leone VI il Saggio |  |
|                   |   |                  |                   |  |  |       |  |  | Costantino VII Porfirogenito |  |  | Leone VI il Saggio |  |
|                   |   | Zoe Carbonopsina |                   |  |  |       |  |  | Costantino VII Porfirogenito |  |  |                    |  |
| Romano II         |   |                  |                   |  |  |       |  |  | Costantino VII Porfirogenito |  |  |                    |  |
|                   |   | Elena Lecapena   | Romano I Lecapeno |  |  |       |  |  |                              |  |  |                    |  |
|                   |   | Elena Lecapena   | Romano I Lecapeno |  |  |       |  |  |                              |  |  |                    |  |
|                   |   | Elena Lecapena   | Teodora           |  |  |       |  |  |                              |  |  |                    |  |
| Costantino VIII   |   | Elena Lecapena   |                   |  |  |       |  |  |                              |  |  |                    |  |
|                   |   | …                | …                 |  |  |       |  |  |                              |  |  |                    |  |
|                   |   | …                | …                 |  |  |       |  |  |                              |  |  |                    |  |
|                   |   | …                | …                 |  |  |       |  |  |                              |  |  |                    |  |
| Teofano           |   | …                |                   |  |  |       |  |  |                              |  |  |                    |  |
|                   |   | …                | …                 |  |  |       |  |  |                              |  |  |                    |  |
|                   |   | …                | …                 |  |  |       |  |  |                              |  |  |                    |  |
|                   |   | …                | …                 |  |  |       |  |  |                              |  |  |                    |  |
| Zoe Porfirogenita |   | …                |                   |  |  |       |  |  |                              |  |  |                    |  |
|                   | … | …                |                   |  |  |       |  |  |                              |  |  |                    |  |
|                   | … | …                |                   |  |  |       |  |  |                              |  |  |                    |  |
|                   | … | …                |                   |  |  |       |  |  |                              |  |  |                    |  |
| …                 | … |                  |                   |  |  |       |  |  |                              |  |  |                    |  |
|                   |   | …                | …                 |  |  |       |  |  |                              |  |  |                    |  |
|                   |   | …                | …                 |  |  |       |  |  |                              |  |  |                    |  |
|                   |   | …                | …                 |  |  |       |  |  |                              |  |  |                    |  |
| Elena Alipia      |   | …                |                   |  |  |       |  |  |                              |  |  |                    |  |
|                   |   | …                | …                 |  |  |       |  |  |                              |  |  |                    |  |
|                   |   | …                | …                 |  |  |       |  |  |                              |  |  |                    |  |
|                   |   | …                | …                 |  |  |       |  |  |                              |  |  |                    |  |
| …                 |   | …                |                   |  |  |       |  |  |                              |  |  |                    |  |
|                   |   | …                | …                 |  |  |       |  |  |                              |  |  |                    |  |
|                   |   | …                | …                 |  |  |       |  |  |                              |  |  |                    |  |
|                   |   | …                | …                 |  |  |       |  |  |                              |  |  |                    |  |
|                   |   | …                |                   |  |  |       |  |  |                              |  |  |                    |  |